# Villa Sarmiento (San Alberto)
Villa Sarmiento es una localidad del departamento San Alberto, provincia de Córdoba, Argentina. 
Se extiende a la vera del río de los Sauces, de aguas mesotermales; en el Valle de Traslasierra, enclavado entre los cordones montañosos de Achala y Pocho, a 276 m s. n. m., y a 150 km de la Ciudad de Córdoba. Está conurbada con Villa Dolores - San Pedro - Villa de las Rosas
Se caracteriza por el paisaje de las Cumbres de Achala, las playas sobre el río, y su particular microclima.

## Pueblos originarios
Los pueblos originarios llamaban a este lugar “Torol” o “Torolcalta” cuya traducción es “pueblo de Torol”.

## Geografía

### Población
La localidad cuenta con 5264 habitantes (Indec, 2010), lo que representa un incremento del 28% frente a los 4104 habitantes (Indec, 2001) del censo anterior. Está conurbada con Villa Dolores - San Pedro - Villa de las Rosas, con un 47 793 habitantes (Indec, 2010).
| Gráfica de evolución demográfica de Villa Sarmiento entre 1980 y 2010 |
|                                                                       |
| Fuente: Censos nacionales del INDEC                                   |

### Sismicidad
La sismicidad de la región de Córdoba es frecuente y de intensidad baja, y un silencio sísmico de terremotos medios a graves cada 30 años en áreas aleatorias. Sus últimas expresiones se produjeron:
- 22 de septiembre de 1908 (116 años), a las 17.00 UTC-3, con 6,5 Richter, escala de Mercalli VII; ubicación 30°30′0″S 64°30′0″O / -30.50000, -64.50000; profundidad: 100 km; produjo daños en Deán Funes, Cruz del Eje y Soto, provincia de Córdoba, y en el sur de las provincias de Santiago del Estero, La Rioja y Catamarca[2]

- 16 de enero de 1947 (78 años), a las 2.37 UTC-3, con una magnitud aproximadamente de 5,5 en la escala de Richter (terremoto de Córdoba de 1947)[1]

- 28 de marzo de 1955 (70 años), a las 6.20 UTC-3 con 6,9 Richter: además de la gravedad física del fenómeno se unió el desconocimiento absoluto de la población a estos eventos recurrentes (terremoto de Villa Giardino de 1955)

- 7 de septiembre de 2004 (20 años), a las 8.53 UTC-3 con 4,1 Richter

- 25 de diciembre de 2009 (15 años), a las 21.42 UTC-3 con 4,0 Richter

## Otros datos de interés
Es fácilmente accesible desde la ciudad de Córdoba por el majestuoso camino de las Altas Cumbres, posee buena infraestructura hotelera, campings y variados establecimientos donde degustar preparaciones regionales. Así, esta localidad participa turísticamente del valle de Traslasierra y de todo el conjunto de las sierras de Córdoba.Ubicada en sector norte del Río de los Sauces.

## Parroquias de la Iglesia católica en Villa Sarmiento
| Diócesis  | Cruz del Eje |
| --------- | ------------ |
| Parroquia | San Roque    |